# بوم‌شناسی چشم‌انداز

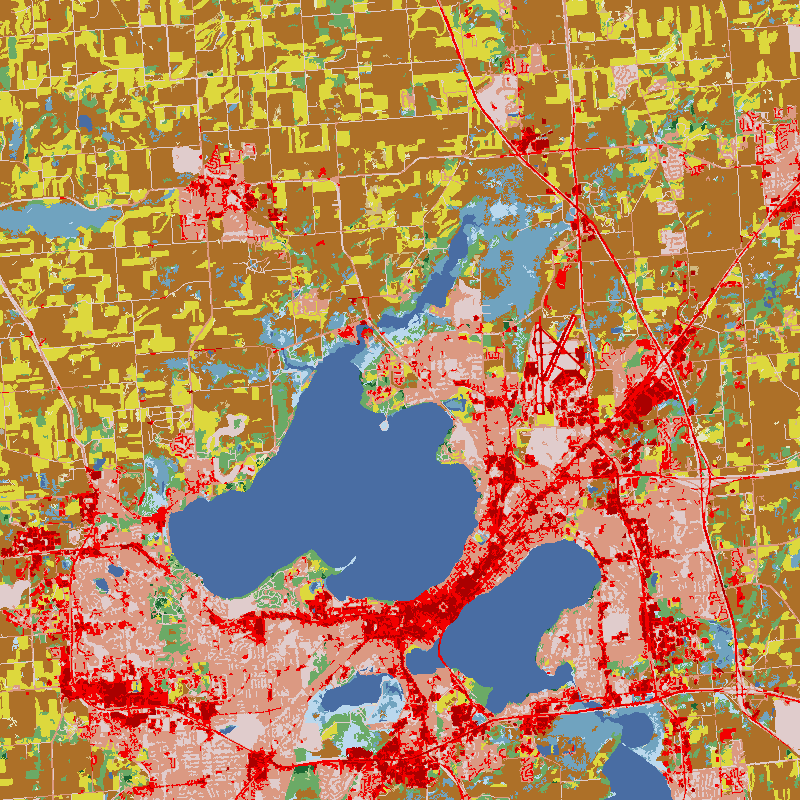
پوشش زمین پیرامون مدیسون، WI. مزارع به رنگ زرد و قهوه‌ای و سطوح شهری به رنگ قرمز است.

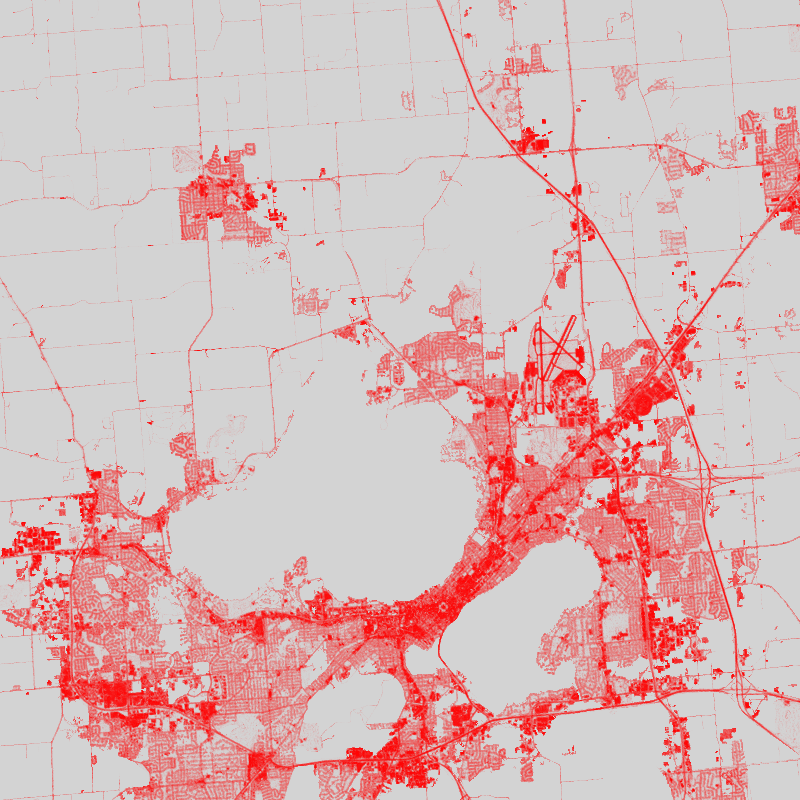
سطوح نفوذناپذیر پیرامون مدیسون، WI

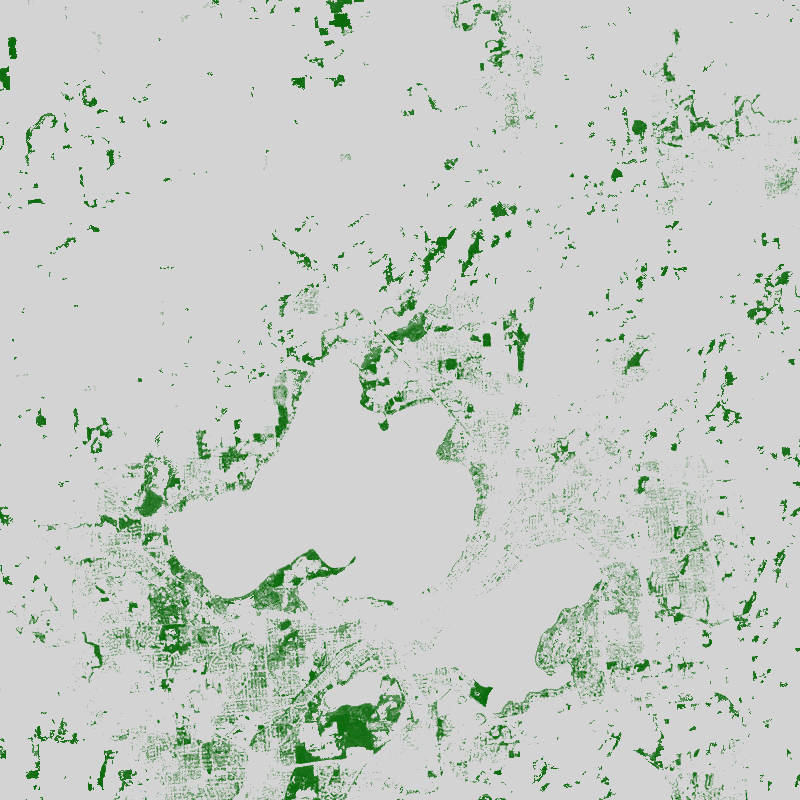
تاج‌پوشش پیرامون مدیسون، WI

بوم‌شناسی چشم‌انداز یا بوم‌شناسی منظر (به انگلیسی: Landscape ecology)، علم مطالعه و بهبود روابط بین فرآیندهای بوم‌شناختی در محیط و اکوسیستم‌های خاص است. این کار در مقیاس‌های مختلف چشم‌انداز، الگوهای فضایی توسعه، و سطوح سازمانی تحقیق و سیاست انجام می‌شود. به‌طور خلاصه، بوم‌شناسی چشم‌انداز را می‌توان به عنوان دانش تنوع چشم‌انداز به عنوان نتیجه هم‌افزایی تنوع زیستی و تنوع زمین توصیف کرد.